# Klaus Dommisch
Klaus Dommisch (* 29. Mai 1946 in Hollabrunn, Niederösterreich) ist ein deutscher Chirurg und Hochschullehrer.

## Leben
Dommischs Vater war Winzer im Weinviertel. Nach seinem frühen Tod zog die Familie 1952 in die Deutsche Demokratische Republik, nach Ost-Berlin, das wie Niederösterreich von der Roten Armee besetzt war. Bis kurz vor der Einschulung im selben Jahr war Dommisch Österreicher. Er besuchte das Friedrich-List-Gymnasium in Berlin-Pankow. Nach dem Abitur studierte er an der Humboldt-Universität zu Berlin Medizin. 1971 bestand er das Staatsexamen. Im selben Jahr erhielt er im Audimax der Humboldt-Universität die Approbation als Arzt.
Unmittelbar danach begann er an der Charité die chirurgische Ausbildung bei Hans Joachim Serfling. 1973 graduierte er an der Humboldt-Universität zum Diplom-Mediziner. In den zwei Jahren bei der Nationalen Volksarmee (1974–1976) war er Stationsarzt in der chirurgischen Abteilung des Wehrbezirkslazarett 5 in Ueckermünde. Des Öfteren wurde er in das Kreiskrankenhaus Ueckermünde zur operativen Versorgung der chirurgischen Patienten abgestellt. Es befand sich auf der gegenüberliegenden Straßenseite vom Lazarett und war damals ärztlich extrem unterbesetzt. Für die Intensivtherapie war er ein Jahr bei Manfred Schädlich, für die Herzchirurgie bei Harry Warnke. Zu Helmut Wolff kam er erst 1979, als er im Lebertransplantationsteam hospitierte. Seit 1977 Facharzt für Chirurgie, gelang Dommisch 1978 an der Martin-Luther-Universität Halle-Wittenberg  die Promotion A. Im Bezirkskrankenhaus Dessau, Lehrkrankenhaus der Universität Halle, war er unter Herbert Wendt Fachbereichsleiter und ab 1979 Oberarzt an der dortigen Klinik für Chirurgie. Nach der Promotion B (1989) war er in der politischen Wendezeit drei Jahre Erster Oberarzt und kommissarischer Chefarzt der Klinik für Chirurgie. Nach öffentlichen Ausschreibungen aller ärztlichen Leitungspositionen und nach Durchführung von entsprechenden Bewerbungsverfahren am Klinikum Schwerin war er von 1992 bis 2004 Leitender Chefarzt der Klinik für Chirurgie am Medizinischen Zentrum der Landeshauptstadt Schwerin und ab 2004 nach der Privatisierung des Klinikums an den HELIOS-Kliniken Schwerin in derselben Position bis 2011 tätig.
Im Anschluss an die Übergabe seiner Chefarztfunktion für die Klinik für Allgemein- und Viszeralchirurgie an den Helios-Kliniken Schwerinan seinen Nachfolger, H.-P. Ritz übernahm er die Funktion des Leiters des Onkologischen Zentrums, des Studienzentrums und des Klinischen Krebsregisters Nordwest-Mecklenburg an den Helios Kliniken Schwerin und übte diese Funktion bis zum 31. Dezember 2015 aus.
Unter seiner Leitung wurde das Helios-Klinikum durch die Deutsche Krebsgesellschaft zum Onkologischen Zentrum zertifiziert und im Jahr 2015 rezertifiziert. Die Aktivitäten des Studienzentrum waren anerkannt und entsprachen den Anforderungen der Deutschen Krebsgesellschaft. Während der Tätigkeit in dieser Funktion arbeitete er an der Neustrukturierung der klinischen Krebsregistrierung in Mecklenburg-Vorpommern mit und war an der Erarbeitung für dafür schaffenden gesetzlichen Grundlagen beteiligt.
Für die Minimalinvasive Chirurgie vermittelte ihn Hans-Wilhelm Schreiber  1990 zu Moisés Jacobs in Miami. Von 1992 bis 2011 war er Leitender Chefarzt am Klinikum Schwerin. Schwerpunkte waren die Viszeralchirurgie, insbesondere die spezielle Viszeralchirurgie (Onkochirurgie) und die Minimalinvasive Chirurgie sowie die Intensivtherapie. Die Universität Rostock ernannte ihn 2007 zum Honorarprofessor. 2011–2015 leitete er das Tumorzentrum Nordwestmecklenburg, das Onkologische Zentrum der Helios Kliniken Schwerin und das neu gegründete Studienzentrum. Danach war er noch vier Jahre Geschäftsführender Vorstand der Krebsgesellschaft Mecklenburg-Vorpommern. Überdies organisierte und leitete er während seiner Tätigkeit in Schwerin 45 wissenschaftliche Veranstaltung mit überregionaler Beteiligung. Am nationalen und internationalen wissenschaftlichen Kongressgeschehen beteiligte er sich mit insgesamt 481 Vorträgen. Davon wurden 23 von ihm auf internationalen Kongressen im Ausland gehalten. Hinzu kamen 75 Tagungsvorsitze und 49 Poster auf wissenschaftlichen Großveranstaltungen.
Sein besonderes Bemühen betraf die Förderungen des chirurgischen Nachwuchses. So vergab und betreute er insgesamt 21 Promotionsarbeiten und führte für Ausbildungsassistenten und Fachärzte 39 Operationskurse zur laparoskopischen und offenen Operationstechnik in Schwerin, Groß Dölln und Wendisch Ried (Medizinisches Trainingszentrum - Medizin im Grünen). Von 1998 bis 2010 veranstaltete er vierzehn Viszeralchirurgische Jahrestagungen Mecklenburg-Vorpommern, die ersten drei mit Lorenz, Dommisch und Czarnetzki in Greifswald, Schwerin und Südstadt (Rostock), die übrigen im Schloss Hasenwinkel.
Nach seinem Umzug nach Oberbayern war er weiterhin freiberuflich als medizinischer Fachgutachter und war beratend bei der Durchführung von wissenschaftlichen medizinischen Studien tätig. Lehrtätigkeiten übte er weiterhin bei der SWS-Seminargesellschaft Schwerin und bei der ISBA Internationale Studien- und Berufsakademie mit der Leitung eines Hochschulstudienganges aus. Weiterhin übernahm er eine ehrenamtliche Funktion in einem Prüfungsausschuss bei der Landesärztekammer Bayern wahr.
Den Ruhestand verlebt er im Landkreis Bad Tölz-Wolfratshausen. Verheiratet ist er mit der Bibliotheksamtsrätin Ursula Dommisch geb. Gostschegk. Der Ehe entstammen drei Söhne. Der zweite Sohn Henrik Dommisch ist Zahnmediziner. 2014 auf einen Lehrstuhl an der Humboldt-Universität (Charité) berufen, ist er Direktor der Abteilung für Parodontologie, Oralmedizin und Oralchirurgie.

## Ehrenämter
- Zentraler Gutachterausschuss des Institutes für Arzneimittelwesen der DDR (1986–1989)
- Vorstand der Sektion Parenterale und Sonderernährung der Gesellschaft der Ernährung der DDR (1987–1989)
- Wissenschaftlicher Beirat für das Fachgebiet Chirurgie der Deutschen Gesellschaft für Ernährungsmedizin (1991–1994)
- Gewähltes Mitglied der Ärztekammer Mecklenburg-Vorpommern, bis 2016
- Mitglied der ständigen Konferenz Ärztliche Fortbildung im Gremium der Bundesärztekammer, bis 2019
- Wissenschaftlicher Beirat der Zeitschrift Chirurgische Allgemeine (1999–2020)
- Ehrenamtlicher Richter am Bundesgerichtshof für Heilberufe, Berufsgruppe Ärzte (bis 31. Dezember 2021)
- Mitglied eines Prüfungsausschusses bei der Landesärztekammer Bayern (ab 2021)

## Mitgliedschaften
- Deutsche Gesellschaft für Chirurgie
- Deutsche Gesellschaft für Allgemein- und Viszeralchirurgie (Gründungsmitglied)
- Vereinigung Norddeutscher Chirurgen
- Berufsverband Deutscher Chirurgen
- Deutsche Gesellschaft für Ernährungsmedizin

## Publikationen
Dommisch publizierte in den Fachzeitschriften Heilberufe (2), Medicamentum – Informationen für Ärzte und Apotheker (7), Ernährungsforschung (13), Zeitschrift für Klinische Medizin (3), Zeitschrift für experimentelle Chirurgie,  Transplantation und künstliche Organe (1), Viszeralchirurgie (2), Minimal Invasive Chirurgie (2), Zentralblatt für Chirurgie (6), Chirurgische Allgemeine (14), Surgery (1) und European Surgery (9). Pathology-Research and Practic (1), pharmind – die pharmazeutische Industrie (1)
Zu berufsständischen Fragen schrieb er in Der Chirurg BDC (4), Passion Chirurgie (8) und Ärzteblatt Mecklenburg-Vorpommern (6). Außerdem verfasste er als Mitautor insgesamt 18 Kapitel in von der Fachgesellschaft anerkannten Lehrbücher.
- Ernährungsdiagnostische Untersuchungsergebnisse bei Patienten mit Bronchialkarzinom. Infusionstherapie 16 (1989), S. 88–91.
- Pankreasheterotopie – seltene Indikation zum laparoskopischen Eingriff. Minimal Invasive Chirurgie 10 (2002), S. 377–381.
- Specialization and the physican-patient relationship. Der Urologe 43 (2004), S. 221–233.
- Die juvenile Polyposis des Magens. Deutsche Medizinische Wochenschrift 134 (2009), S. 2170–2173.
- Herausforderungen bei der Durchführung klinischer Forschung in der Chirurgie. Chirurgische Allgemeine 8 (2020), S. 330–335.
- mit Jörg Sauer und Karin Sobolewski: Splenic metastases — not a frequent problem, but an underestimated location of metastases: epidemiology and course. Journal of Cancer Research and Clinical Oncology, doi:10.1007/s00432-008-0502-3

## Lehrfilme
Von 1991 bis 2006 nahm er 14 wissenschaftliche Lehrfilme auf.
Im Zeitraum von 1991 bis 2006 nahm unter Inanspruchnahme eines professionellen, auf Medizinfilme spezialisierten Filmproduzenten 14 wissenschaftlich-chirurgische Lehrfilme auf. Die Lehrfilme wurden z. T. in mehrere Sprachen synchronisiert und fanden dabei eine entsprechende Verbreitung.

## Ehrungen
- Esmarch-Medaille der Universität Kiel
- Wissenskompass des HELIOS-Konzerns für das Lebenswerk: Strukturierung der chirurgischen Aus-, Weiter- und Fortbildung im Fachgebiet Chirurgie im HELIOS-Konzern (2010)
- Ernst-von-Bergmann-Plakette der Bundesärztekammer (2016)